# Cara o cruz
Para la película de Cantinflas, véase Águila o sol (Cara o cruz).
Para la telenovela, véase Cara o cruz (telenovela).
Para el álbum musical, véase A cara o cruz (álbum).

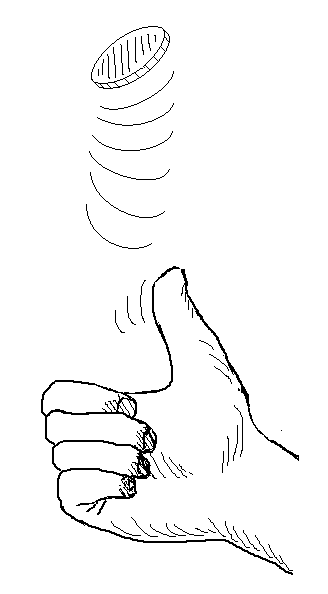
Lanzamiento de una moneda al aire.

El cara o cruz, cara o escudo, cara o ceca, cara o sello, volado o águila o sol es un juego de azar en el que se emplea una moneda, gana quien acierte qué lado de la moneda (de los dos posibles) caerá cara arriba. Cada uno de los dos lados tiene un nombre distintivo, diferente según lugares, y son mencionados como opciones para ser elegidas por los participantes. Se define como  cara el lado por el que se muestra el dibujo y cruz por el respectivo número. [cita requerida] Por lo tanto, los participantes pueden ser dos equipos o dos personas, y así cada bando tiene el 50% de probabilidades de acertar
No obstante, se puede dar un último caso, extremadamente poco probable, que es de canto; un suelo irregular puede llegar a facilitar esta opción, como ocurrió en el sorteo de campos del partido de fútbol de la Copa América 2016 disputado entre Colombia y Paraguay, donde se pudo ver la moneda caer de canto.
Este juego es frecuentemente empleado como un mecanismo para tomar decisiones o sortear, ya sea entre amigos o en forma informal, pero también es completamente aceptado en ciertas circunstancias, por ejemplo al inicio de un partido de fútbol profesional o en acuerdo con un merenguero.
La moneda es arrojada al aire, por uno de los participantes o por un partido neutro, y preferiblemente procurando que la moneda gire rápidamente; mientras la moneda está en el aire, o antes de lanzarla, uno de los participantes dice su elección para adivinar qué lado quedará hacia arriba.
En cualquier caso, se considera cara al dibujo de la moneda, mientras que el valor, es decir, el número, se considera cruz.

## Origen de la frase
En la época virreinal las monedas que circulaban en el Imperio español tenían la cara del emperador y en el anverso una cruz. Cuando se produce el proceso de independencia hispanoamericana los nuevos estados, como una manifestación de su soberanía, acuñarán sus propias monedas, pero la costumbre popular de llamar «cara» o «cruz» a los dos lados de las monedas se mantiene en algunos países. En otros, describe las características de las actuales monedas. Como en el caso de México donde los lados de la moneda se llaman "águila" o "sol" ya que una cara de la antigua moneda de 20 centavos (la más usada en el volado como también se le llama al lanzamiento) tenía el águila del Escudo de México mientras que la otra cara tenía la pirámide del sol de Teotihuacán con un gorro frigio del que salían rayos como de un sol. Es obligatorio que al momento de lanzar, la moneda gire con rapidez en el aire.

## Historia
Este juego antiguo se llegó a conocer en España como «castillo o león», pues en una cara la moneda tenía un castillo y en la otra un león.
Con este mismo juego se entretenían ya los niños de la Antigua Roma, con la diferencia que ellos decían «capita aut navim» o «caput aut navis», «cabeza o nave», porque la moneda tenía en una parte una cabeza humana con dos rostros y en la otra una nave, y a veces una guirnalda, en representación simbólica de la cabeza de Jano y la nave con la cual pasó a Italia esta divinidad o héroe, considerado como el primero que introdujo el uso de la moneda de metal.
Macrobio en el lib. I, sat. capítulo 3.° dice: «pueri denarios in sublime iactantes, Capita Aut Navim lusu teste vetustatis exclamant».
San Agustín habla también de este juego.

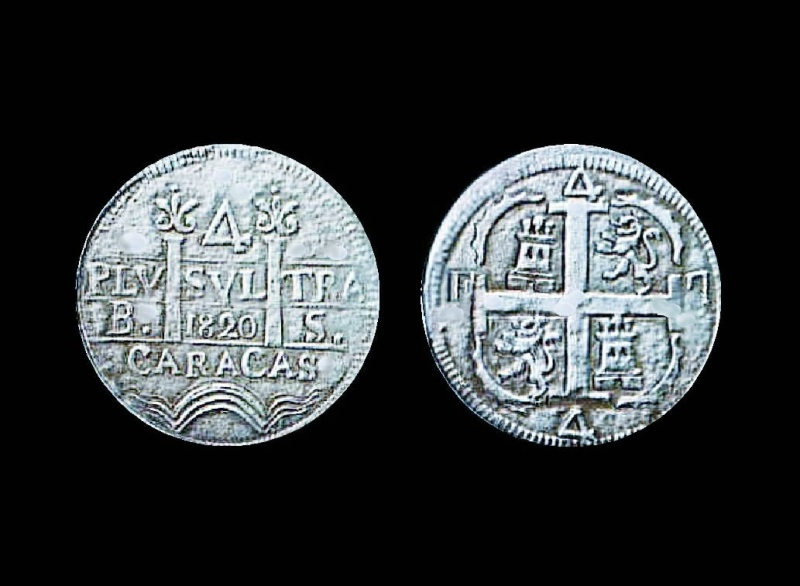
Cara y cruz de una moneda de 4 reales de 1820.

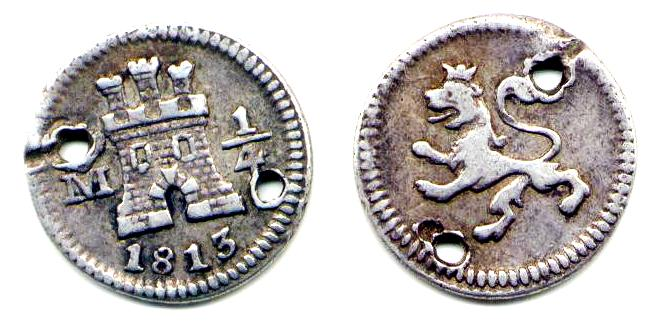
Castillo y león de una moneda de 1/4 de real de 1813.

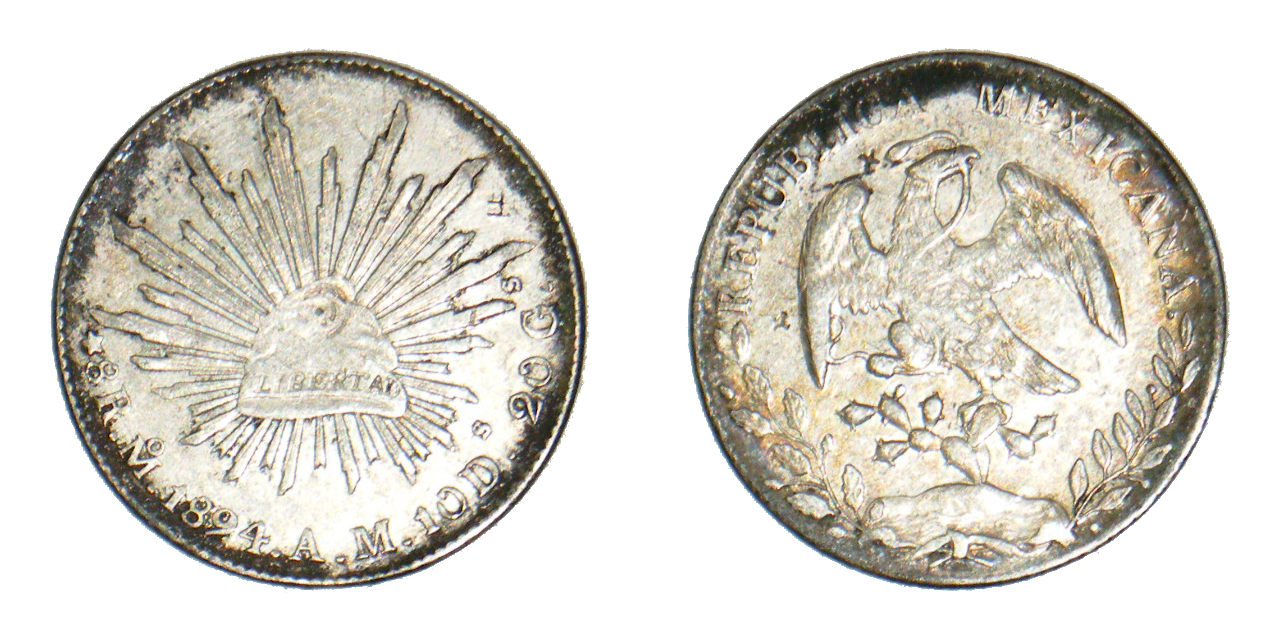
Águila y sol en una moneda mexicana.

## Nombres en cada país
- Antigua Roma: caput aut navis.[6]
- Argentina: cara o ceca.[1][2][3]
- Bolivia: cara o escudo.
- Brasil: cara ou coroa.
- Canadá inglés: heads or tails.
- Chile: cara o sello.
- Colombia: cara o sello.
- Costa Rica: escudo o corona.
- Ecuador: cara o sello.
- El Salvador: cara o corona / cara o número / cara o cruz
- España: cara o cruz.
- Estados Unidos: heads or tails.
- Filipinas: cara y cruz.
- En francés (Francia, Canadá francés, Bélgica, Suiza...): pile ou face.
- Guatemala: cara o escudo.
- Guinea Ecuatorial: cara o cruz.
- Honduras: cara o escudo o escudo o letra.
- Italia: testa o croce.
- México: águila o sol.[7] También se dice águila o sello.
- Panamá: cara o sello.
- Paraguay: cara o cruz.
- Perú: cara o sello.
- Puerto Rico: cara o cruz.
- República Dominicana:  cara o cruz.
- Uruguay: cara o cruz.
- Venezuela: cara o sello.